# Porqueira
Porqueira – gmina w Hiszpanii, w prowincji Ourense, w Galicji, o powierzchni 43,4 km². W 2011 roku gmina liczyła 1005 mieszkańców.